# Жена мог живота
Жена мог живота (шп. La mujer de mi vida) америчко-венецуеланска је теленовела, продукцијских кућа Venevision и Fonovideo, снимана током 1998. и 1999.
У Србији је приказивана током 2001. и 2002. на телевизији Пинк.

## Синопсис
Барбарита, лепа али сиромашна девојка, удата је за Валентина Томпсона, сина најбогатије жене у Мајамију. Њих двоје доживљавају несрећу прве вечери након венчања и Барбариту одвозе у болницу где јој говоре да је Валентино погинуо. Рикарда, Валентинова мајка, криви снаху за смрт свога сина и жели да јој се освети тако што наговара свог другог сина и жели да се сурово поигра са њеним осећањима. Антонио то прихвата, али се и сам ускоро заљубљује у племениту Барбариту која је остала трудна са његовим братом и рађа синчића Тинита. Рикарда не може да прихвати да се и њен други син заљубио у Барбариту, па користи своје везе и утицај да јој одузме дете. На другом крају Мајамија, успешна пословна жена Емилија тражи бебу коју је напустила пре двадесет година, а то је Барбарита. Северио, прави Барбаритин отац, који не зна да она постоји, мрзи је зато што планира брак са Антиниом који је раније био вереник његове кћерке јединице Александре. Барбарита и Антонио заказују венчање, али се на церемонији појављује и Валентино који је ипак жив….

## Улоге
| Глумац:             | Улога:                        |
| ------------------- | ----------------------------- |
| Наталија Стрејгнард | Барбарита Руиз                |
| Марио Симаро        | Антонио Адолфо Томпсон        |
| Лорена Меритано     | Александра Монтесинос         |
| Ана Силвети         | Рикарда Томпсон               |
| Мара Кроато         | Катијушка Кардона             |
| Лили Рентерија      | Емилија Сулбаран              |
| Марсела Кардона     | Суси Руиз                     |
| Нури Флорес         | Каридад Руиз                  |
| Херман Бариос       | Северо Монтесинос             |
| Лино Ферер          | Пакито                        |
| Флор де Лото        | Гвадалупе Монтесинос          |
| Ивон де Лиз         | Чела Перез                    |
| Умберто Росенфелд   | Ренато Гарсија                |
| Карлос Куерво       | Лари Гарсија                  |
| Франк Фалкон        | Фреди                         |
| Алекса Кубе         | Анхела                        |
| Клаудија Рејес      | Џесика Дуарте                 |
| Омар Мојнело        | Сантијаго                     |
| Орландо Касин       | Дон Пипо                      |
| Лиз Колеандро       | Лола Гарсија                  |
| Роса Фелипе         | Нана Марија                   |
| Фернандо Карера     | Фернандо Марин                |
| Марта Михарес       | Тереза Бустиљос               |
| Илејана Симанкас    | Пилар Рејес                   |
| Хуан Троја          | Херман                        |
| Јина Велез          | Роси                          |
| Пабло Дуран         | Хуан Пабло Гонзалес           |
| Феликс Манрике      | Валентино Тинито Томпсон Руиз |
| Висенте Пасаријело  | Мачак                         |
| Росаанхела Кералас  | Инес Рендон                   |
| Оскар Пилото        | Данијел                       |
| Пупе Ламата         | Карлита                       |
| Хелерман Баралт     | Валентино Томпсон             |